# Comunità montana Valle dell'Elvo
La Comunità montana Valle dell'Elvo era una comunità montana del Piemonte.

## Storia
La comunità montana nacque nel 2009 dall'unione della Comunità montana Bassa Valle Elvo e della  Comunità montana Alta Valle Elvo. Essa comprendeva il territorio della valle del torrente Elvo che scorre in provincia di Biella. L'ente è stato soppresso, insieme alle altre comunità montane del Piemonte, con la Legge regionale 28 settembre 2012, n. 11.

## Territorio
Il territorio della comunità montana includeva i comuni di:
- Camburzano
- Donato
- Graglia
- Magnano
- Mongrando
- Muzzano
- Netro
- Occhieppo Inferiore
- Occhieppo Superiore
- Pollone
- Sala Biellese
- Sordevolo
- Torrazzo
- Zimone
- Zubiena